# Unione dei comuni Cinque Terre-Riviera
L'Unione dei comuni Cinque Terre-Riviera è stata un'unione di comuni della Liguria, in provincia della Spezia, formata dai comuni di Bonassola, Deiva Marina, Framura e Vernazza.

## Storia
L'unione era nata con atto costitutivo del 5 dicembre 2014 firmato nel municipio di Bonassola dai rappresentanti locali del territorio.
L'ente locale aveva sede a Bonassola. Il primo presidente dell'Unione, eletto il 25 febbraio 2015, è stato Vincesco Resasco (primo cittadino di Vernazza).
Nell'aprile del 2016 il comune di Levanto aveva mostrato interesse nell'entrare a far parte dell'Unione.
Dopo l'approvazione del rendiconto di bilancio 2018 dell'Unione, nel maggio 2019 l'ente viene definitivamente sciolto e soppresso.

## Descrizione
L'unione dei comuni comprendeva una parte del territorio della Riviera spezzina (Deiva Marina, Framura e Bonassola) e un solo comune delle Cinque Terre: Vernazza. Gli enti comunali di Monterosso al Mare e Riomaggiore, invece, hanno in un primo tempo aderito all'Unione dei comuni delle Terre Verticali (sciolta nel corso del 2017 con l'avvio di un processo di unione/fusione di tutti e tre i comuni delle Cinque Terre). Le rimanenti due cinque terre, Corniglia e Manarola, non sono comuni, ma frazioni rispettivamente di Vernazza e di Riomaggiore.
Per statuto l'Unione si occupava di questi servizi:
- organizzazione generale dell'amministrazione, gestione finanziaria e contabile e controllo;
- organizzazione dei servizi pubblici di interesse generale di ambito comunale;
- catasto;
- la pianificazione urbanistica ed edilizia di ambito comunale nonché la partecipazione alla pianificazione territoriale di livello sovra comunale;
- attività, in ambito comunale, di pianificazione di protezione civile e di coordinamento dei primi soccorsi;
- organizzazione e gestione dei rifiuti e la riscossione dei relativi tributi;
- progettazione e gestione del sistema locale dei servizi sociali ed erogazione delle relative prestazioni ai cittadini;
- edilizia scolastica, organizzazione e gestione dei servizi scolastici;
- polizia municipale e polizia amministrativa locale;
- servizi in materia statistica.

## Amministrazione
| Periodo          | Periodo          | Primo cittadino   | Partito              | Carica                               | Note |
| ---------------- | ---------------- | ----------------- | -------------------- | ------------------------------------ | ---- |
| 5 dicembre 2014  | 25 febbraio 2015 | Giorgio Bernardin | sindaco di Bonassola | rappresentante dell'Unione           |      |
| 25 febbraio 2015 | maggio 2019      | Vincenzo Resasco  | sindaco di Vernazza  | presidente del Consiglio dell'Unione |      |